# Regió de Bahr al-Ghazal
Bahr al-Ghazal és una regió natural del Sudan del Sud, formada per la conca del riu del mateix nom. La formen quatre estats: Bahr al-Ghazal del nord, Bahr al-Ghazal de l'oest, Buhairat (Lakes o Llacs), i Warrap.
Té forma triangular i limita al nord amb el Bahr al-Arab, al sud-oest per la línia que parteix les aigües Nil-Congo, i als sud-est pel Rohl o Naam; la zona és pantanosa. La població és en majoria dinka i també hi viuen els farukis, els kreish i els azandes o nynam-nyam (àrab namanim).
Fou un estat del Sudan (després dividit) format per la major part de la regió natural de Bahr al-Ghazal. Originalment la superfície de l'estat era de 213.760 km² amb una població vers 1960 d'un milió de persones. La seva capital era Wau.
El 1814 s'esmenta la regió com Dar Fartit i era centre d'aprovisionament d'esclaus del Darfur. La primera penetració correspon al 1839-1842 feta per Salim Kabudan. A partir del 1850 van començar a penetrar comerciants incloent europeus, buscant marfil però com que no se'n trobava, molts es van dedicar al comerç d'esclaus. Quan els comerciants europeus van deixar els seus llocs als seus ajudants àrabs (coneguts per bahhara) el comerç d'esclaus es va desenvolupar (després de 1860) i els bahhara van reclutar homes armats, generalment danakla (danakils) o exèrcit format per esclaus (bazinkir) i es van establir fortins (zariba); aquestos caps eren virtualment sobirans al seu territori.
El més important fou al-Zubayr Rahma Mansur establert el 1858 que es va desplaçar cap a l'oest i va arribar a la regió no explorada dels nyam-nyams entre els que va aixecar un exèrcit privat; expulsat del seu territori va establir el seu poder al Dar Fatit el 1865 i un any després va concertar un acord de comerç amb els Bakkara Rizaykat al nord que li va obrir les rutes comercials cap al Darfur per Shakka.
Els egipcis volien controlar la regió del Bahr al-Ghazal i Bahr al-Djabal i el 29 de gener de 1869 fou declarada província i es va autoritzar una expedició dirigida per l'aventurer de Darfur, Muhammad al-Bulali (o al-Hilali) que fou derrotat per al-Zubayr que així va esdevenir un cap prestigiós i important.
La següent expedició cap al Bahr al-Djabal la va fer Sir Samuel Baker (1869-1873). Mentre, al-Zubayr combatia als nyam-nyam (1872) i els Bakkara Rizaykat atacaven als comerciants per la ruta de Shakka. Això va obligar a Zubayr a combatre els Rizaykat, el que no va tenir l'aprovació del seu sobirà nominal el sultà Ibrahim de Darfur. Zubayr es va aliar als egipcis contra Darfur i fou reconegut governador egipci de Bahr al-Ghazal i Shakka el 1874. Darfur fou conquerit.
El 1875 Zubayur va anar al Caire on fou retingut pels egipcis; el seu fill Sulayman ibn al-Zubayr va restar al Bahr al-Ghazal. El 1877 C. G. Gordon, governador general del Sudan va reconèixer a Sulayman com a governador de Bahr al-Ghazal, però aquest, a causa d'un conflicte amb un rival, es va revoltar al cap de poc i fou derrotat i mort el 1879 pel lloctinent de Gordon, l'italià R. Gessi, que fou nomenat governador i va intentar pacificar la província fins que fou destituït el 1880. El va succeir F. M. Lupton que es va haver d'enfrontar a la revolta del Mahdi; després de la conquesta d'al-Ubayyid pel Mahdi i la victòria de Shaykan (1883) va quedar aïllat, amb molts dels seus oficials simpatitzant amb el Mahdi. El 30 d'abril de 1884 va haver d'abandonar el seu quarter general, Daym al-Zubayr, a un destacament mahdista dirigit per Karam Allah Kurkusawi.
Karam Allah Muhammad Kurkusawi va retirar les seves tropes l'octubre de 1885 per combatre els bakkares rizaykat del Darfur, i els mahdistes ja no van tornar a la regió encara que nominalment va restar sota control del govern mahdista de Darfur.
El 1894 dues expedicions des del Congo va penetrar al país del Dar Fartit, i el cap dels farukis va acceptar el protectorat congolès. El governador mahdista de Darfur, Mahmud Ahmad, va enviar a al-Khatim Musa contra els nous vinguts però els congolesos ja s'havien retirat després de l'acord francocongolès de l'agost del 1894 que posava al Bahr al-Ghazal sota l'esfera d'influència francesa. Una expedició francesa dirigida per J. B. Marchand va travessar la regió i va arribar al Nil Blanc a Fashoda el juliol de 1898 però es van retirar al desembre, després de la reconquesta de Sudan pels britànics. Un acord francobritànic va establir el 21 de març de 1899 la renúncia francesa i la línia de partició de les aigües Congo-Nil es va establir com a frontera entre la zona d'influència britànica i francesa. La frontera fou fixada definitivament el 1924.
El desembre de 1900 va arribar la primera expedició britànica després del període mahdista, dirigida per W. S. Sparkes, a Mashra al-Rik. En endavant es va iniciar un cert progrés a la zona amb obertura de vies de comunicació. El 1903 es van establir els primers missioners catòlics a l'occident de la província i el 1905 missioners anglicans a l'orient.

## Llista de governadors
- al-Zubayr Pasha 1858-1875 (reconegut governador egipci 1874)
- Muhammad al-Bulali (o al-Hilali) 1869 (egipci)
- Hadjdji Mehmed Nazir 1869-1872 (egipci)
- Sulayman ibn al-Zubayr 1875-1878 (reconegut 1877, deposat 1878), en lluita fins al 1879
- Idris Wad Daftar, març a juny de 1878
- Mehmed 1878-1879
- Romolo Gessi Pasha 1879-1880
- Frank M. Lupton 1880-1884
- Ali Musa Bey Sawqi 28 a 30 d'abril de 1884
- Karam Allah Kurkusawi 1884-1886
- Sense governador (depenent nominalment del governador mahdista de Darfur) 1886-1900
- W. S. Sparkes 1900-1902